# Astronomisch uurwerk van Praag

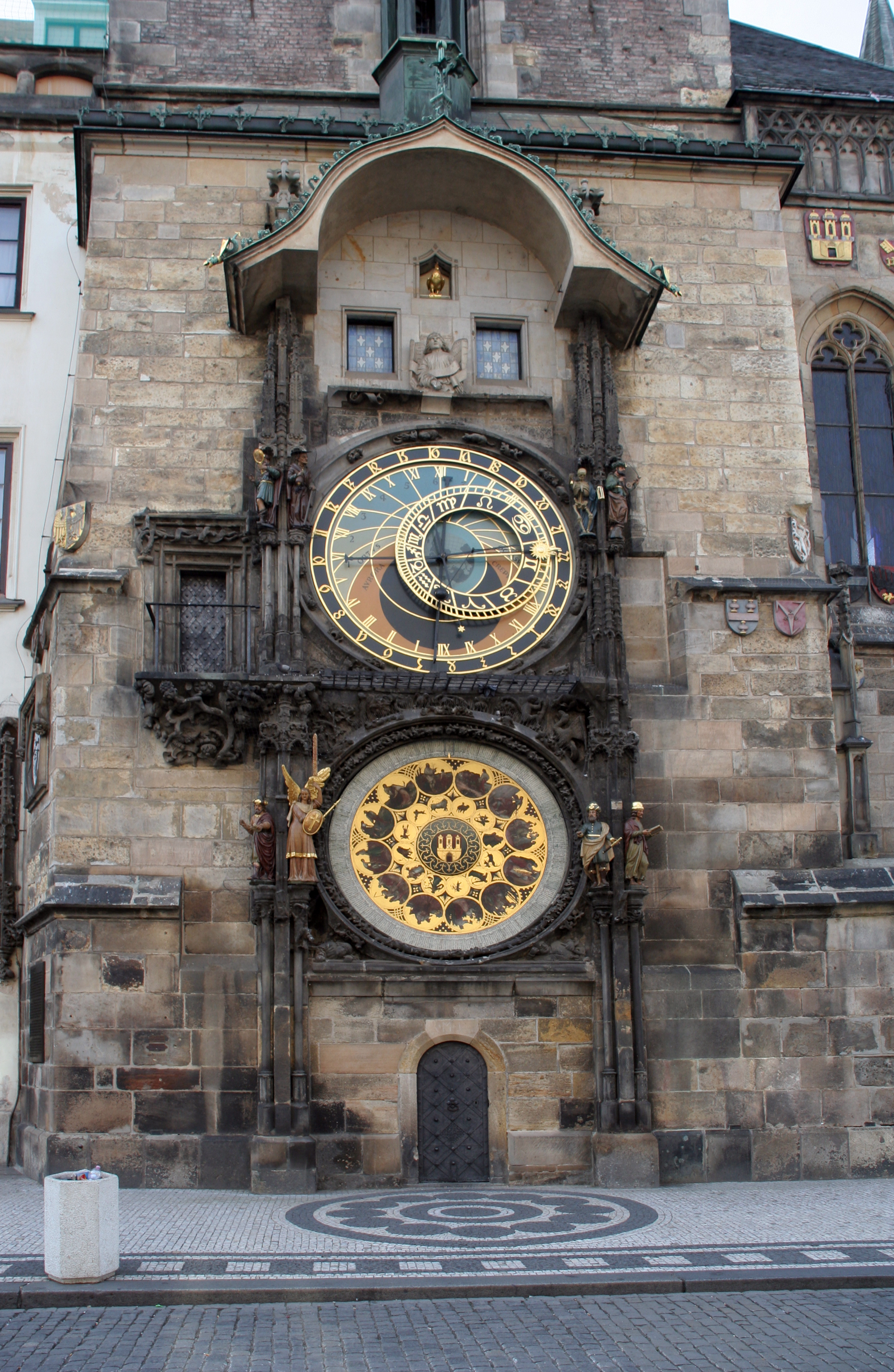
Het astronomisch uurwerk van Praag

Beeldanimatie: de klok op de 10de van elke maand om 9.30 uur 's morgens

Het astronomische uurwerk van Praag (Tsjechisch: Staroměstský orloj of Pražský orloj) is een middeleeuws astronomisch uurwerk in het centrum van de Tsjechische hoofdstad Praag. Het uurwerk is bevestigd aan de zuidelijke muur van het Oudestadsraadhuis aan het Oudestadsplein in de Oude Stad van Praag.
Het geheel bestaat uit drie hoofdonderdelen.
Het eerste onderdeel in het midden, de astronomische wijzerplaat, geeft de tijd aan en laat de stand van de zon en de maan zien. Het uurwerk geeft vijf soorten tijd aan:
- de plaatselijke tijd van Praag,
- de tijd, gemeten in een verdeling van 12 uren tussen zonsopgang en zonsondergang; de zogenaamde ongelijke uren. Zij zijn van dag tot dag langer of korter omdat de periode tussen zonsopgang en zonsondergang elke dag verschilt,
- de tijd, gemeten in een verdeling van 24 uren die aangeeft hoelang de zon verwijderd is van het moment van zonsondergang, de zogenaamde Boheemse of Italiaanse uren,
- de plaats van de zon in de zodiak of dierenriem,
- de sterrentijd.

Het uurwerk bestaat uit drie schijven: de vaste schijf in het midden en de onafhankelijk daarvan draaiende buitenrand en zodiakring. Er zijn drie wijzers: de wijzer met het handje, het zonnetje dat op die wijzer heen en weer schuift en de wijzer met het sterretje die vast verbonden is met de zodiakschijf.
Het tweede onderdeel bovenaan is de Parade van de Apostelen. Elk uur gaan er twee kleine deuren open en komt er een parade van apostelen voorbij.
Het derde onderdeel onderaan is een wijzerplaat met medaillons die de maanden voorstellen en waarop voor elke dag de heilige wordt aangeduid.
Het oudste deel van het uurwerk stamt uit het begin van de 15e eeuw. De apostelen zijn echter pas in 1865 toegevoegd. Volgens een legende werd de maker van het uurwerk in Praag, toen het uurwerk klaar was, blind gemaakt opdat hij een dergelijk uurwerk niet meer zou kunnen maken voor een andere stad.

## Galerij

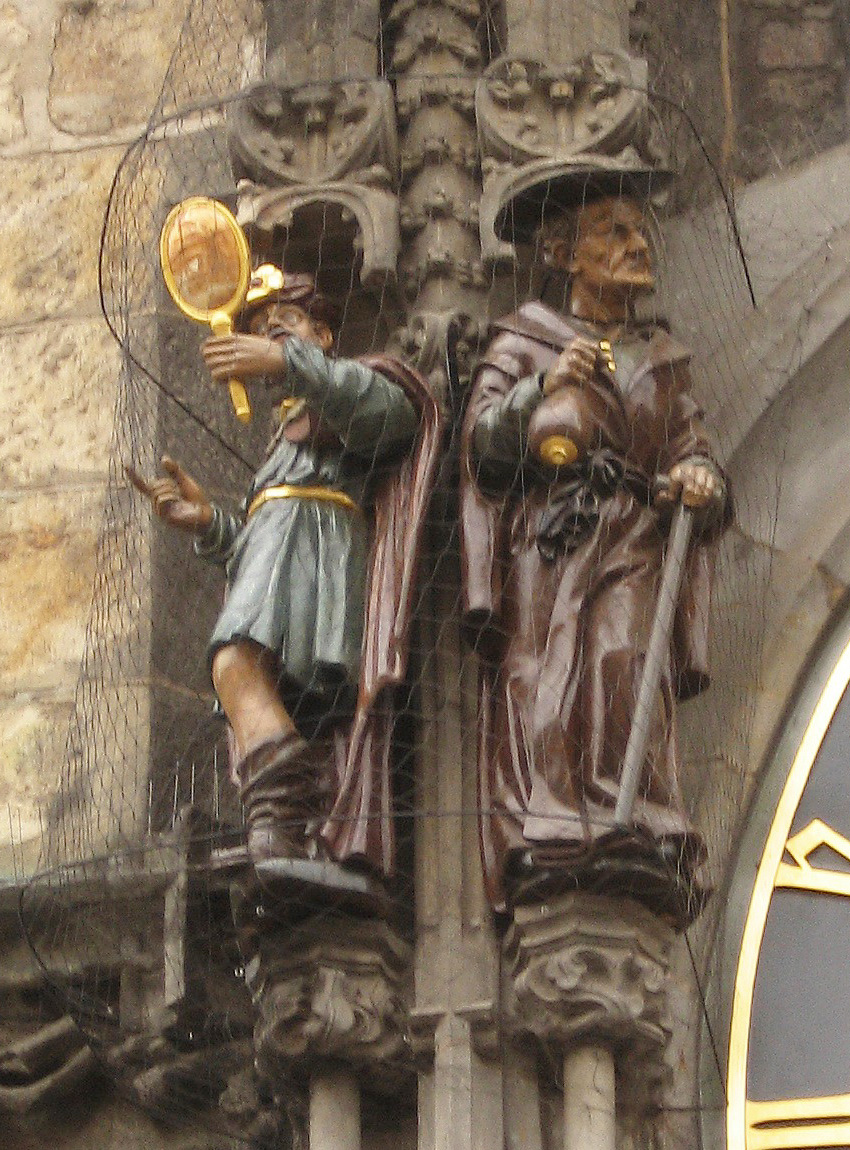
beelden links van de klok
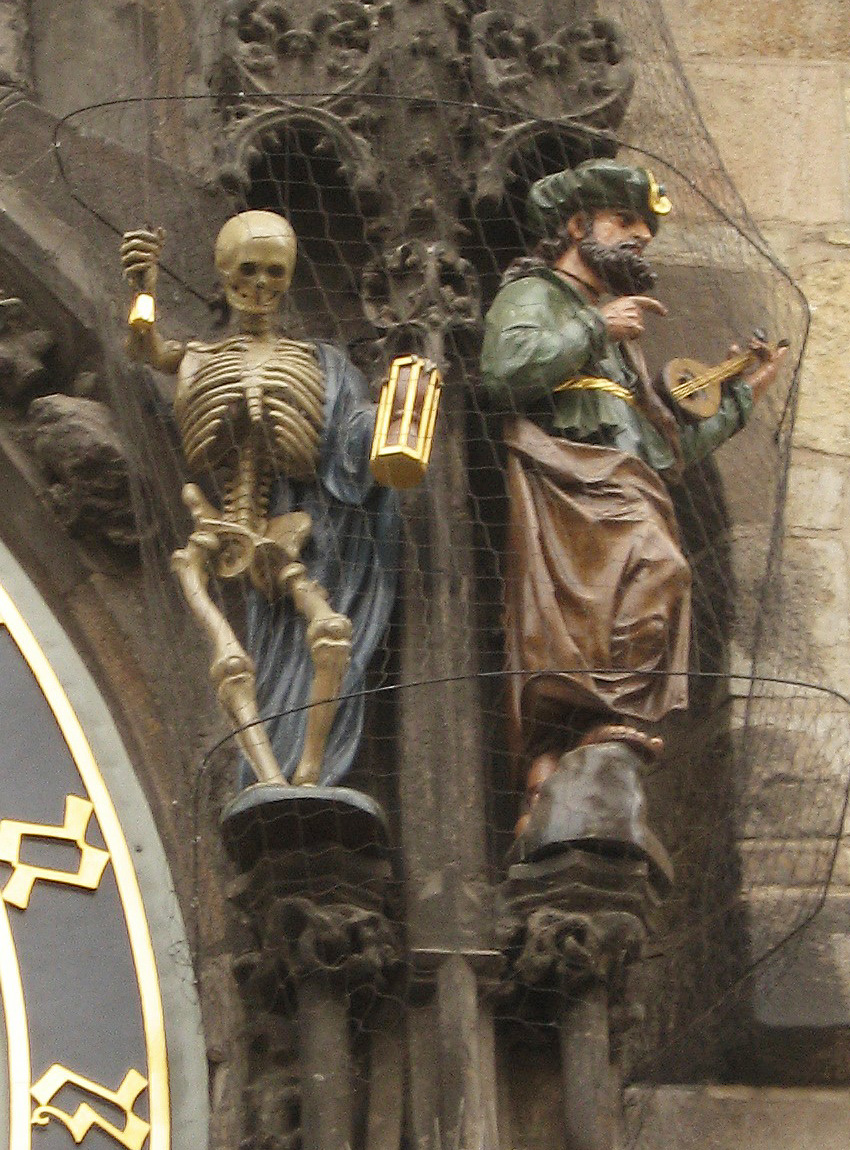
beelden rechts van de klok
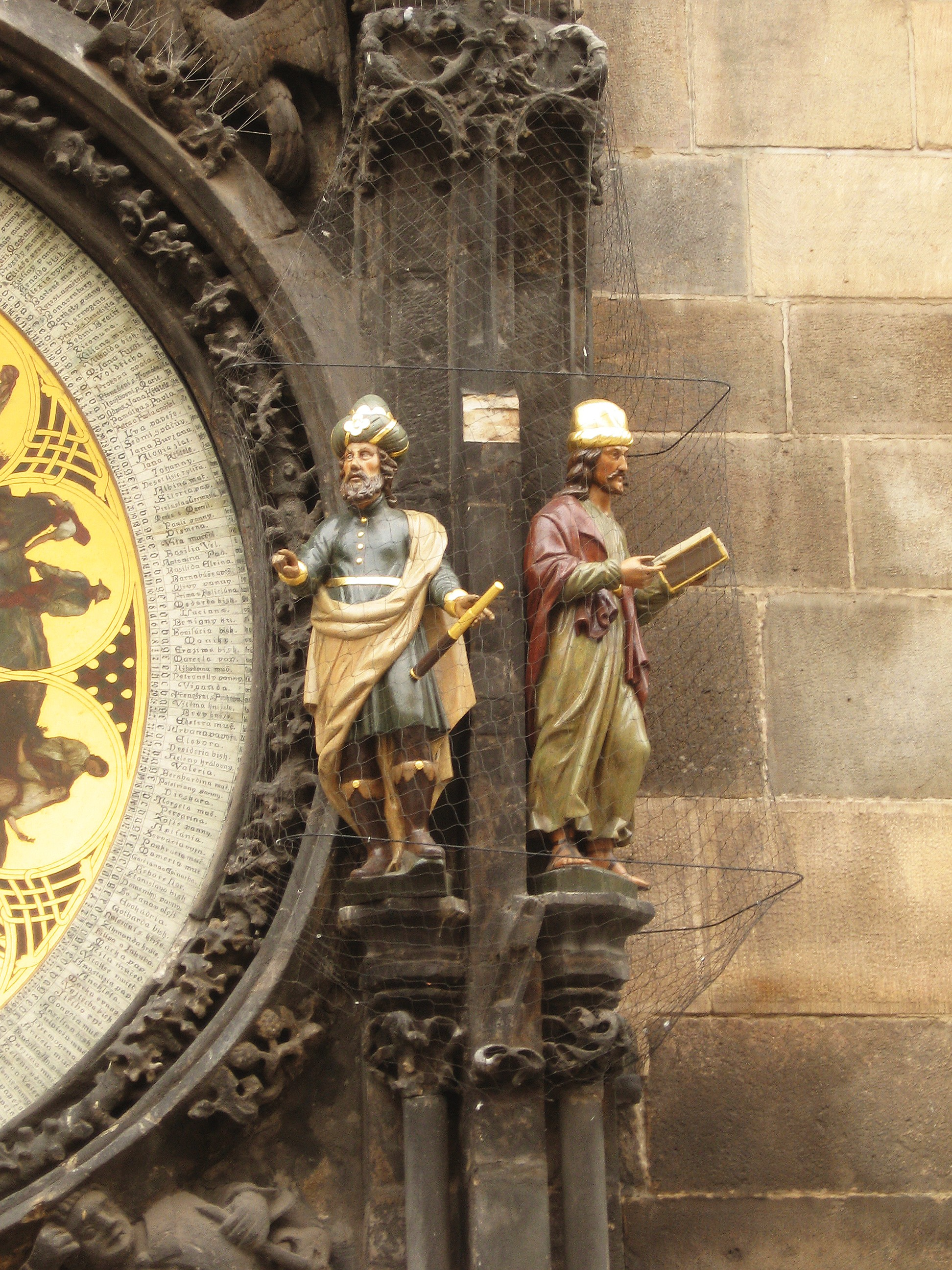
beelden rechtsonder
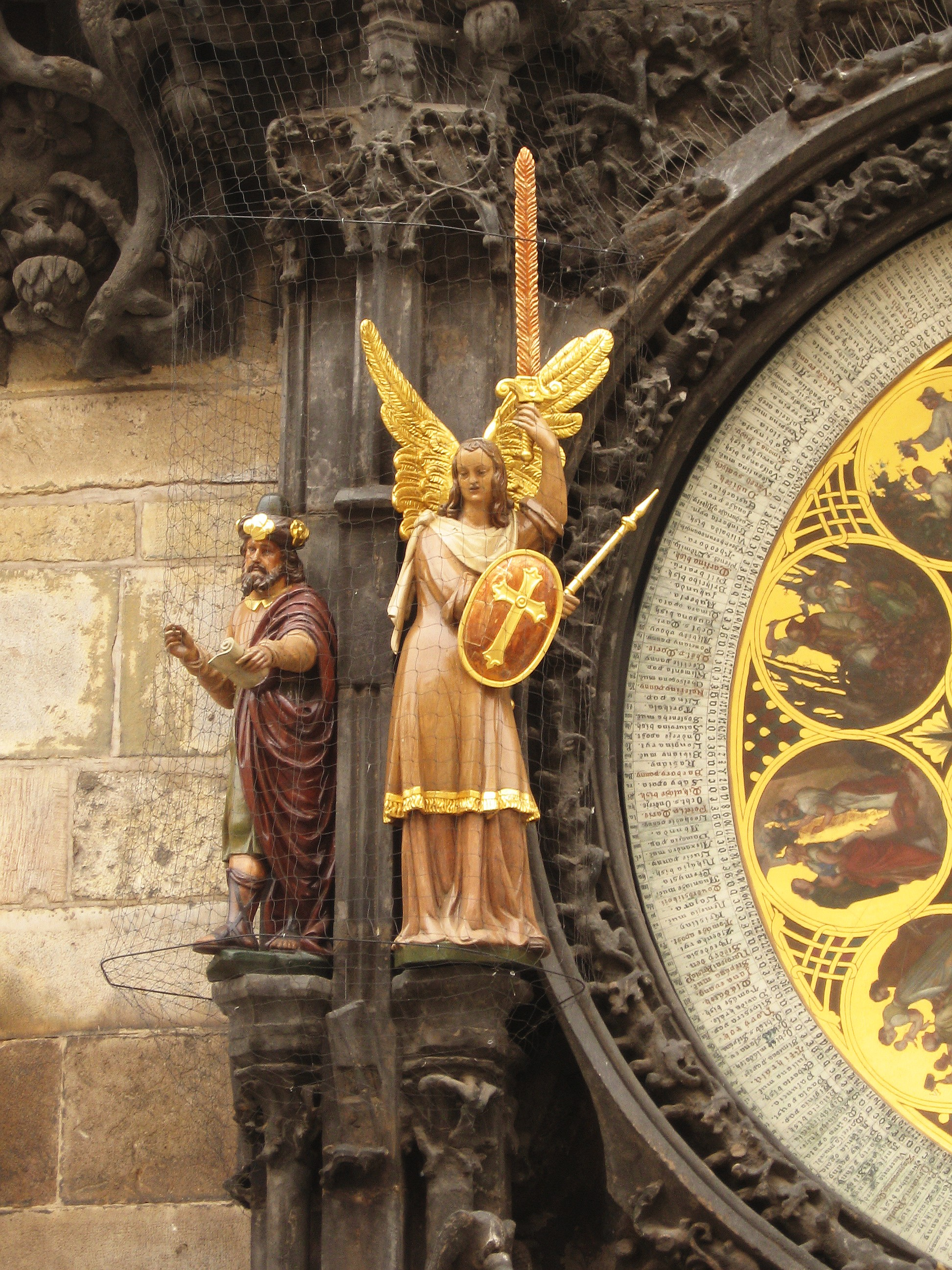
beelden linksonder
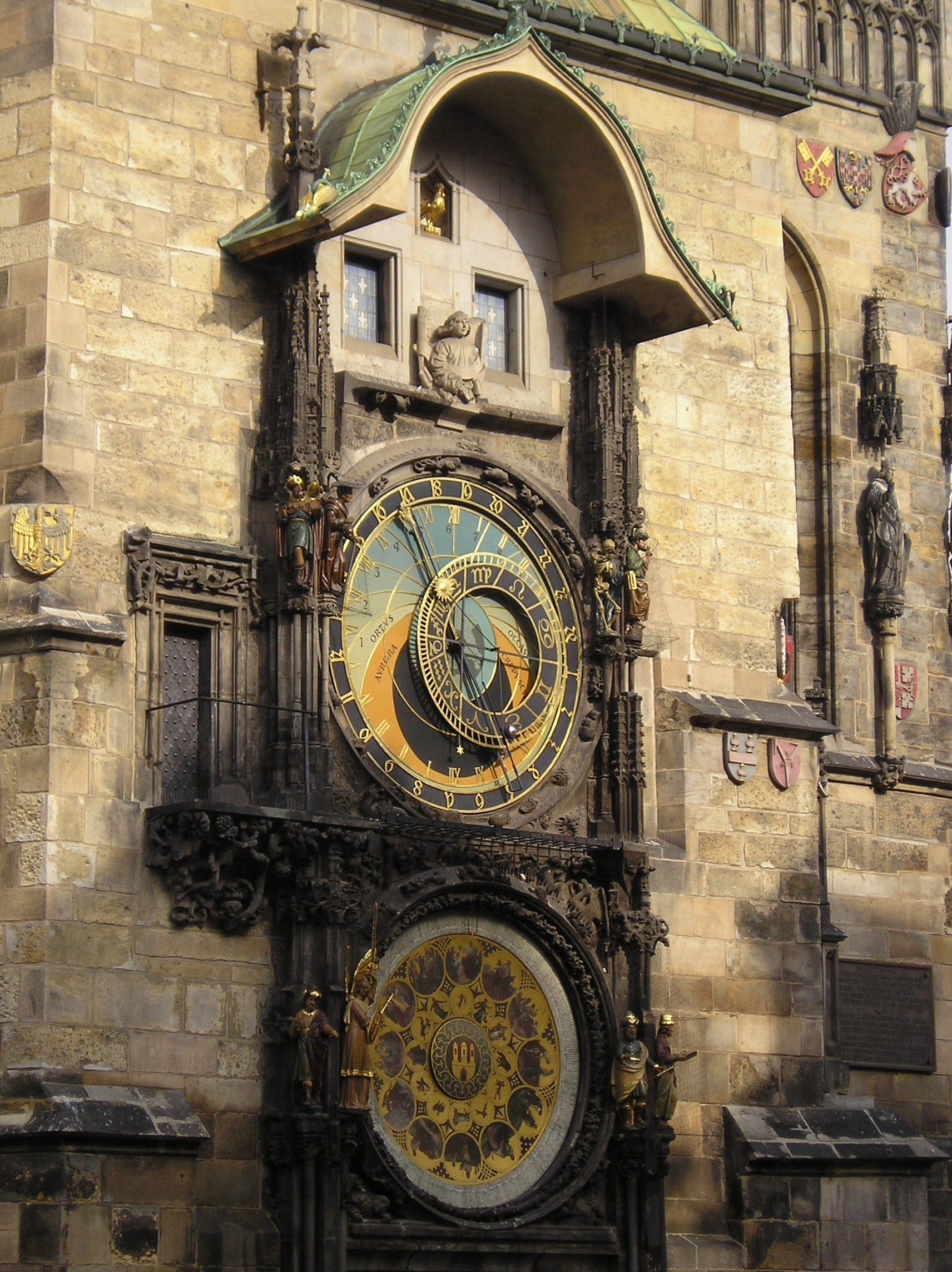